# Tatsiana Sharakova
Tatsiana Valerieuna Sharakova –en bielorruso, Таццяна Валер'еўна Шаракова; en ruso, Татьяна Валерьевна Шаракова, Tatiana Valerievna Sharakova– (Orsha, 31 de julio de 1984) es una deportista bielorrusa que compite en ciclismo en las modalidades de pista, especialista en las pruebas de persecución por equipos, puntuación y ómnium, y ruta.
Ganó dos medallas en el Campeonato Mundial de Ciclismo en Pista, oro en 2011 y bronce en 2010, y seis medallas en el Campeonato Europeo de Ciclismo en Pista, entre los años 2010 y 2019. En los Juegos Europeos de Minsk 2019 obtuvo una medalla de oro en la prueba de persecución individual.
En carretera consiguió una medalla de bronce en los Juegos Europeos de Minsk 2019, en la prueba de ruta.
Participó en dos Juegos Olímpicos de Verano, ocupando en Londres 2012 el séptimo lugar en persecución por equipos y el noveno en ómnium, y en Río de Janeiro 2016 el noveno lugar en ómnium.
Tras su participación en el Campeonato Europeo de Ciclismo en Pista de 2012, donde ganó una medalla de oro en la prueba de ómnium y una de bronce en persecución por equipos, dio positivo en un control antidopaje y fue descalificada por la UCI.

## Medallero internacional

### Ciclismo en pista
| Campeonato Mundial | Campeonato Mundial       | Campeonato Mundial | Campeonato Mundial      |
| Año                | Lugar                    | Medalla            | Competición             |
| ------------------ | ------------------------ | ------------------ | ----------------------- |
| 2010               | Ballerup (Dinamarca)     | Medalla de bronce  | Puntuación              |
| 2011               | Apeldoorn (Países Bajos) | Medalla de oro     | Puntuación              |
| Juegos Europeos    |                          |                    |                         |
| Año                | Lugar                    | Medalla            | Competición             |
| 2019               | Minsk (Bielorrusia)      | Medalla de oro     | Persecución individual  |
| Campeonato Europeo |                          |                    |                         |
| Año                | Lugar                    | Medalla            | Competición             |
| 2010               | Pruszków (Polonia)       | Medalla de plata   | Ómnium                  |
| 2011               | Apeldoorn (Países Bajos) | Medalla de plata   | Ómnium                  |
| 2011               | Apeldoorn (Países Bajos) | Medalla de bronce  | Persecución por equipos |
| 2012               | Panevėžys (Lituania)     | DSC                | Ómnium                  |
| 2012               | Panevėžys (Lituania)     | DSC                | Persecución por equipos |
| 2017               | Berlín (Alemania)        | Medalla de bronce  | Puntuación              |
| 2019               | Apeldoorn (Países Bajos) | Medalla de plata   | Puntuación              |
| 2019               | Apeldoorn (Países Bajos) | Medalla de bronce  | Ómnium                  |

### Ciclismo en ruta
| Juegos Europeos | Juegos Europeos     | Juegos Europeos   | Juegos Europeos |
| Año             | Lugar               | Medalla           | Competición     |
| --------------- | ------------------- | ----------------- | --------------- |
| 2019            | Minsk (Bielorrusia) | Medalla de bronce | Ruta            |

## Palmarés
2008
- 1 etapa del Tour de Bretaña femenino

2011
- 2.ª en el Campeonato de Bielorrusia Contrarreloj

2012
- Campeonato de Bielorrusia en Ruta

2015
- 2.ª en el Campeonato de Bielorrusia Contrarreloj
- 2.ª en el Campeonato de Bielorrusia en Ruta

2016
- Campeonato de Bielorrusia Contrarreloj
- Campeonato de Bielorrusia en Ruta

2017
- Campeonato de Bielorrusia Contrarreloj
- Campeonato de Bielorrusia en Ruta

2019
- Gran Premio de Alanya[4]
- Gran Premio Justiniano Hotels[5]
- Campeonato de Bielorrusia Contrarreloj
- Campeonato de Bielorrusia en Ruta
- 3.ª en los Juegos Europeos en Ruta

2020
- 1 etapa del Tour Femenino de Dubái
- Campeonato de Bielorrusia Contrarreloj  [6]
- Campeonato de Bielorrusia en Ruta  [7]

2021
- Gran Premio Velo Manavgat
- Campeonato de Bielorrusia Contrarreloj
- Campeonato de Bielorrusia en Ruta